# Stade de la Meinau

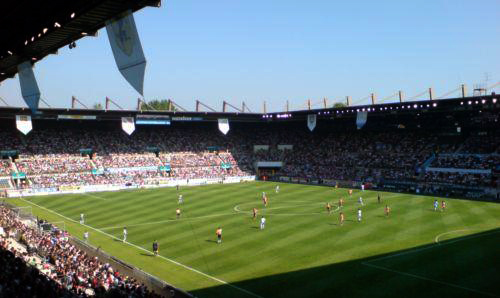
Stade de la Meinau

Stade de la Meinau är en fotbollsstadion och evenemangsarena som ligger i Strasbourg, Frankrike. Det är i första hand hemmaplan för fotbollslaget RC Strasbourg men används också till stora konserter och andra evenemang. Bland annat spelade U2 på Stade de la Meinau år 1993. Publikkapaciteten på stadion når upp till 29 230 åskådare.